# Uithuizermeeden
Uithuizermeeden (dialekt groningski Meij lub Mij) – wieś w Holandii, w prowincji Groningen, w gminie Eemsmond. Do 1990 roku Uithuizermeeden stanowiło osobną gminę. Po reformie administracyjnej wieś weszła w skład gminy Hefshuizen.